# Diagnose: Lebensgefahr
Diagnose: Lebensgefahr (с нем. — «Диагноз: опасность для жизни») — сольный музыкальный проект шведского музыканта, известного под псевдонимом Nattramn, бывшего вокалиста DSBM-группы Silencer. По официальной версии, проект был основан Nattramn’ом во время лечения в психиатрической клинике города Векшё.

## История группы
По неподтверждённой информации, в 2001 году Nattramn был помещён в психиатрическую лечебницу города Векшё, где находился несколько лет. Ему было разрешено пользоваться синтезатором и писать музыку в качестве творческой терапии. В результате им был создан полноформатный альбом под названием Transformalin, первоначально изданный музыкантом самостоятельно на CDR. В 2007 году альбом был переиздан сразу тремя лейблами — Ominous Recordings выпустил его в диджипак-варианте ограниченным тиражом в сто экземпляров, компания Basilisk Productions — на аудиокассетах, а основной тираж вышел на лейбле Autopsy Kitchen Records. Несмотря на то, что проект Diagnose: Lebensgefahr был и остаётся крайне андеграундным, альбом оказался замечен рядом критиков, специализирующихся на DSBM и смежных музыкальных жанрах.
В 2010 году Nattramn сообщил на своём сайте о том, что работает над вторым альбомом под предварительным названием Trencadis.
В 2012 году вышел альбом Ödelagt. Альбом состоит из одной 21-минутной композиции, записанной в моно и выдержанной в стиле эмбиент. Сам Nattramn отрицает причастность этой работы к проекту Diagnose: Lebensgefahr, утверждая, что это отдельный альбом отдельного проекта.

## Стиль и влияние
Стиль Diagnose: Lebensgefahr можно охарактеризовать как дарк-эмбиент с сильным уклоном в сторону нойза и индастриала, а также с некоторыми элементами DSBM; композиции варьируются от ритмично-агрессивных до полностью эмбиентных, в большинстве из них нет вокала, а если он используется, то либо принимает вид монотонного речитатива, либо, напротив, переходит в неистовые выкрики. Скриминг больше не применяется; активно используются семплы — звуки классической музыки, маршей, человеческих голосов.

## Состав проекта
- Nattramn — все инструменты, тексты, вокал, запись, сведение, семплы

## Дискография

### Студийные альбомы
- 2007 — Transformalin